# Era Baumann
Era Baumann (* 10. April 2007) ist eine Schweizer Handballspielerin, die dem Kader der Schweizer Nationalmannschaft angehört und seit 2025 beim Verein Viborg HK unter Vertrag steht. Sie spielt am linken Flügel.

## Karriere

### Verein
Baumann begann beim TV Unterstrass mit dem Handballspielen, bevor sie über das Stadtzürcher Sportförderprogramm «Talent Züri» zu GC Amicitia Zürich stiess. Dort durchlief sie sämtliche Juniorinnen-Stufen. Seit der Saison 2022/23 spielt sie in der ersten Frauenmannschaft in der Spar Premium League 1. 2022 wurde sie in die Schweizer Frauen-Handball-Akademie aufgenommen. Mit GC Amicitia belegte sie im Jahr 2024 den 2. Rang in der Meisterschaft und war Topscorerin ihres Teams. Auf die Saison 2025/26 hin wechselte sie zu Viborg HK in die erste dänische Liga. Sie unterschrieb einen Dreijahresvertrag.

### Nationalmannschaft
Baumann bestritt diverse Spielen mit den Jugendnationalmannschaften der Schweiz. 2023 nahm sie an der U-17-Europameisterschaft teil und wurde mit 55 Treffern Topscorerin.
Im Februar 2024 debütierte sie mit 16 Jahren in der Schweizer A-Nationalmannschaft. Gleich im ersten Spiel gegen Ungarn gelang ihr auch ihr erstes Tor. Ende 2024 spielte sie an der Heim-EM in Basel, bei der die Schweizerinnen sich für die Hauptrunde qualifizieren konnten. Im entscheidenden Gruppenspiel gegen Kroatien erzielte Baumann sechs Tore. Sie wurde auf ihrer Position für das All-Star-Team nominiert.
Im August 2024 wurde sie bei der U-18-Weltmeisterschaft 2024 in das All-Star-Team gewählt.

## Auszeichnungen
An den Swiss Handball Awards erhielt sie bisher folgende Auszeichnungen:
- 2023: Publikumspreis[12]
- 2024: Newcomerin der Saison[13]